# مینی ایمج
مینی ایمج (به انگلیسی: mini image) یک فایل ایمیج (ایمیج دیسک) از یک  سی‌دی و دی‌وی‌دی می‌باشد که در یک فرمت یا قالب ظاهری برای رد کردن قفل‌های نرم افزاری یا همان چک کننده‌های دیسک (محافظت کننده‌های نرم افزاری) به کار می‌روند.
فایل‌های ایمیج که از روی دیسک اصلی ساخته می‌شوند حجم بسیار بالایی یه اندازه همان دیسک اصلی دارند پس mini image‌ها در واقع کوچک شده آن‌ها هستند و تنها شامل اطلاعات لازم و ضروری برای گذراندن مرحله بررسی و شناسایی دیسک استفاده می‌شوند و به این‌ها No-CD crack نیز می‌گویند و این فایل‌ها بیشتر توسط کرکرها یا قفل شکنان نرم افزاری تهیه می‌شوند و بیشتر برای کپی و سرقت بازی‌های این کار انجام می‌گیرد و فایل‌های ضروری موجود در آن همان فایل‌های اصلی دیسک نیستند بلکه به خواست کرکر تغییر یافته‌اند تا برنامه مربوطه آن را با دیسک اصلی اشتباه بگیرد.